# Iraclie Porumbescu

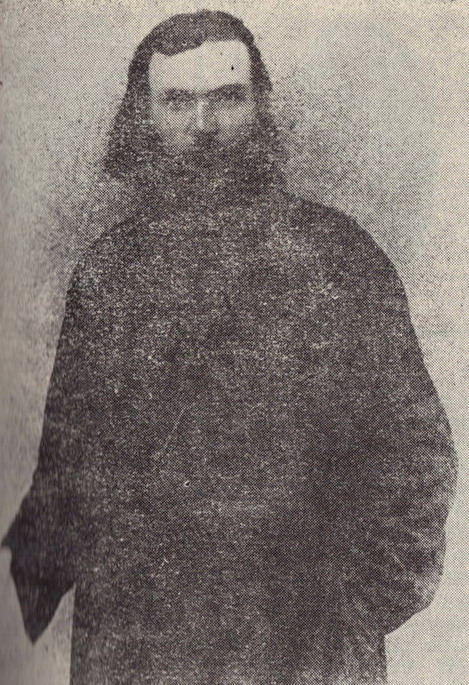
Iraclie Porumbescu als junger Mann

Iraclie Porumbescu (geboren als Iraclie Gołęmbiowski; * 9. März 1823 in Sucevița (heute im Kreis Suceava) im Kronland Bukowina; † 13. Februar 1896 in Frătăuții Noi) war ein rumänisch-orthodoxer Priester und Schriftsteller. Er wurde aufgrund seines Talents auch „Creangă al Bucovinei“ genannt. Sein Sohn war der Komponist Ciprian Porumbescu.

## Werdegang
Porumbescu wurde in einer rumänischen Bauernfamilie mit polnischen Wurzeln geboren. Seine Eltern waren der Schiffsbauer Atanasie Gołęmbiowski und Varvara Crăciun. Er nannte sich seit seiner Jugend Iraclie Porumbescu, änderte seinen Namen aber offiziell erst 1881.
Da es damals noch keine rumänischsprachigen staatlichen Schulen gab, schickte sein Vater ihn 1829 ins Kloster Sucevița, um Lesen und Schreiben zu lernen. Er stand unter der Obhut von Abt Ghenadie Platenchi, der ihn taufte. Nachdem der Abt zum Kloster Putna gegangen war, begleitete ihn das Kind. Im Kloster lernte Iraclie den orthodoxen Psalmgesang. Schließlich besuchte er das Gymnasium in Lemberg. 1843 wurde er während seiner Schulzeit in Lemberg verhaftet und sechs Wochen inhaftiert, weil er bei einem polnischen Revolutionär gelebt hatte. Nach seiner Entlassung ging er nach Czernowitz, wo er am k.k. I. Staatsgymnasium Czernowitz seinen Schulabschluss machte. Von 1847 bis 1850 studierte er am Theologischen Institut der Franz-Josephs-Universität. Während der Studienzeit begann er patriotische Gedichte zu schreiben, die er unter dem Pseudonym Porumbescu in der Zeitung „Zimbrul“ veröffentlichte. Schließlich wurde er Redakteur der Czernowitzer Zeitung „Bukowina“, die zwischen 1848 und 1850 von der Familie Hurmuzachi herausgegeben wurde. In ihrem Haus verkehrten rumänische Intellektuelle, darunter Vasile Alecsandri.
Am 20. August 1850 heiratete er die Polin Emilia Klodnitzky (1826–1876), die Tochter eines Försters. Nach seinem Abschluss am Institut wurde Porumbescu zum Priester geweiht.
Seine erste Stelle als Pfarrer hatte er im Dorf Șipotele Sucevei (heute Ukraine) in der Gegend um Dowhopillja, wo er zwischen 1850 und 1857 sowie von 1859 bis 1865 als Pfarrer diente. Darauf folgten Pfarrtätigkeiten in Bojany (1857–1859) und Stupca (1865–1884).
Nach dem Tod seines Sohnes, des Komponisten Ciprian Porumbescu (1853–1883), wechselte Iraclie Porumbescu als Pfarrer in die Holzkirche in Frătăuții Noi. In Frătăuții Noi arbeitete er als Lehrer und organisierte Kurse in Heimarbeit, Flechten und Imkerei an der dortigen Dorfschule.
1893 wurde er zum Exarch des Erzbistums und 1895 zum Hegumen des Klosters Putna ernannt. Iraclie Porumbescu starb am 13. Februar 1896 im Alter von 73 Jahren und wurde auf dem Friedhof von Frătăuții Noi begraben.

## Literarische Tätigkeit
Iraclie Porumbescu war einer der ersten rumänischen Schriftsteller aus der Bukowina,  einer Provinz Österreich-Ungarns. Er arbeitete für die Zeitschriften „Albina Românească “, „Bucovina“, „Foaie pentru minte, inimă si literatură“, „Gazeta Transilvaniei“, „Romanian“, „Zimbrul“ und „Fântâna Blanduziei“.
Porumbescu verfasste Balladen, patriotische Gedichte, Prosa, Skizzen, in denen er historische Legenden der Bukowina verarbeitete. Neben dem Sammeln von volkstümlichem Liedgut schrieb er Balladen. In seinen patriotischen Gedichten werden Anklänge an den zeitgenössischen rumänischen Nationalismus mit einem starken Bezug zur römischen Vergangenheit deutlich und Sympathie für die rumänischen Revolutionäre von 1848. Seine Gedichte zeichnen sich durch einen Reichtum an Latinismen und Germanismen aus.
Im Gegensatz zu Gedichten verwenden seine Memoiren eine klarere Sprache, um verschiedene Perioden seines Lebens nachzustellen oder verschiedene historische Ereignisse oder Persönlichkeiten dieser Zeit zu stilisieren.
Ein Teil der Schriften von Iraclie Porumbescu (Gedichte, Prosa und Erinnerungen) wurde posthum in den Bänden veröffentlicht:
- Die Schriften von Iraclie Porumbescu, gesammelt und begleitet von einer biografischen Skizze von Leonida Bodnărescu, Cernăuți 1898.
- Amintiri, Bukarest 1943.
- Amintiri, Cluj-Napoca 1978.